# Gaceo
Gaceo (en euskera y oficialmente Gazeo) es un concejo del municipio de Iruraiz-Gauna, en la provincia de Álava en el País Vasco, España. 

## Toponimia
El nombre de la población aparece de diferentes formas en la documentación histórica: Garzeio (1080-86); Gazeio (sin fecha); Goceogoyen (1257); Gaçeo (c. 1275, 1318; 1320, 1332, 1351); Gazeo (1393, 1419, 1509, 1510); Guaçeo (1551); Gaceo (XVIII, 1802, 1850).

## Geografía física
Gazeo se sitúa en la Llanada Alavesa, a 581 metros de altitud, a escasos tres km de Salvatierra entre el arroyo de la Venta y el de los Apóstoles, afluentes del río Zadorra.

### Ubicación
|                     | Norte: Zuazo de San Millán |                   |
| Oeste: Ezquerecocha |                            | Este: Salvatierra |
|                     | Sur: Iruraiz-Gauna         |                   |

## Despoblados
Forman parte del concejo una fracción de los despoblados de:
- Gaceogoyena.[3]
- Kircu.[3]
- Mostrejón.[3]

## Historia
Hacia mediados del siglo XIX, el lugar, por entonces perteneciente al ayuntamiento de Iruraiz, tenía contabilizada una población de 76 habitantes. Aparece descrito en el octavo volumen del Diccionario geográfico-estadístico-histórico de España y sus posesiones de Ultramar de Pascual Madoz con las siguientes palabras:

GACEO: l. del ayunt. de Iruraiz en la prov. de Alava (á Vitoria 3 1/2 leg.), part. jud. de Salvatierra (1/2), c. g. de las Provincias Vascongadas, aud. terr. de Burgos (21), dióc. de Calahorra (15): sit. en llano al E. de la cap. con clima templado y saludable: tiene 15 casas, escuela concurria por 13 alumnos de ambos sexos y dotada con 10 fan. de trigo, igl. parr. (San Martin), de las mas ant. del pais, servida por un beneficiado perpetuo con título de cura, de nombramiento del ordinario, y por un sacristan: hay una fuente de buenas aguas al O. hácia cuyo punto estuvo la ermita de San Andrés. El térm. confina N. Heredia y Zuazo; E. Salvatierra; S. Langarica y O. Ezquerecocha. El terreno es pantanoso; le baña el r. Heredia: á corta dist. del l. está el monte, poblado de robles, de donde se surten de leña. caminos: ademas de la carretera de Vitoria á Pamplona que pasa por N. del pueblo, y se halla en buen estado, hay varios carretiles que en invierno se ponen intransitables. El correo se recibe de Salvatierra. prod.: trigo, cebada, avena, habas, yeros, alholba, lentejas, garbanzos, patatas y lino: cria ganado vacuno y caballar, caza de codornices, perdices y liebres. ind.: un molino harinero con 2 piedras cerca de cuya presa que llaman balsa, estan la casita del guarda caminero y una venta meson sobre el camino real citado. pobl.: 11 vec., 76 alm. riqueza y contr. con el ayunt. (V.)
(Madoz, 1847, p. 262)

En la actualidad, pertenece al municipio de Iruraiz-Gauna. En 2022, tenía empadronados cincuenta habitantes.

## Demografía
| Gráfica de evolución demográfica de Gaceo entre 2000 y 2017 |
|                                                             |
| Población de derecho según los censos de población del INE. |

## Patrimonio

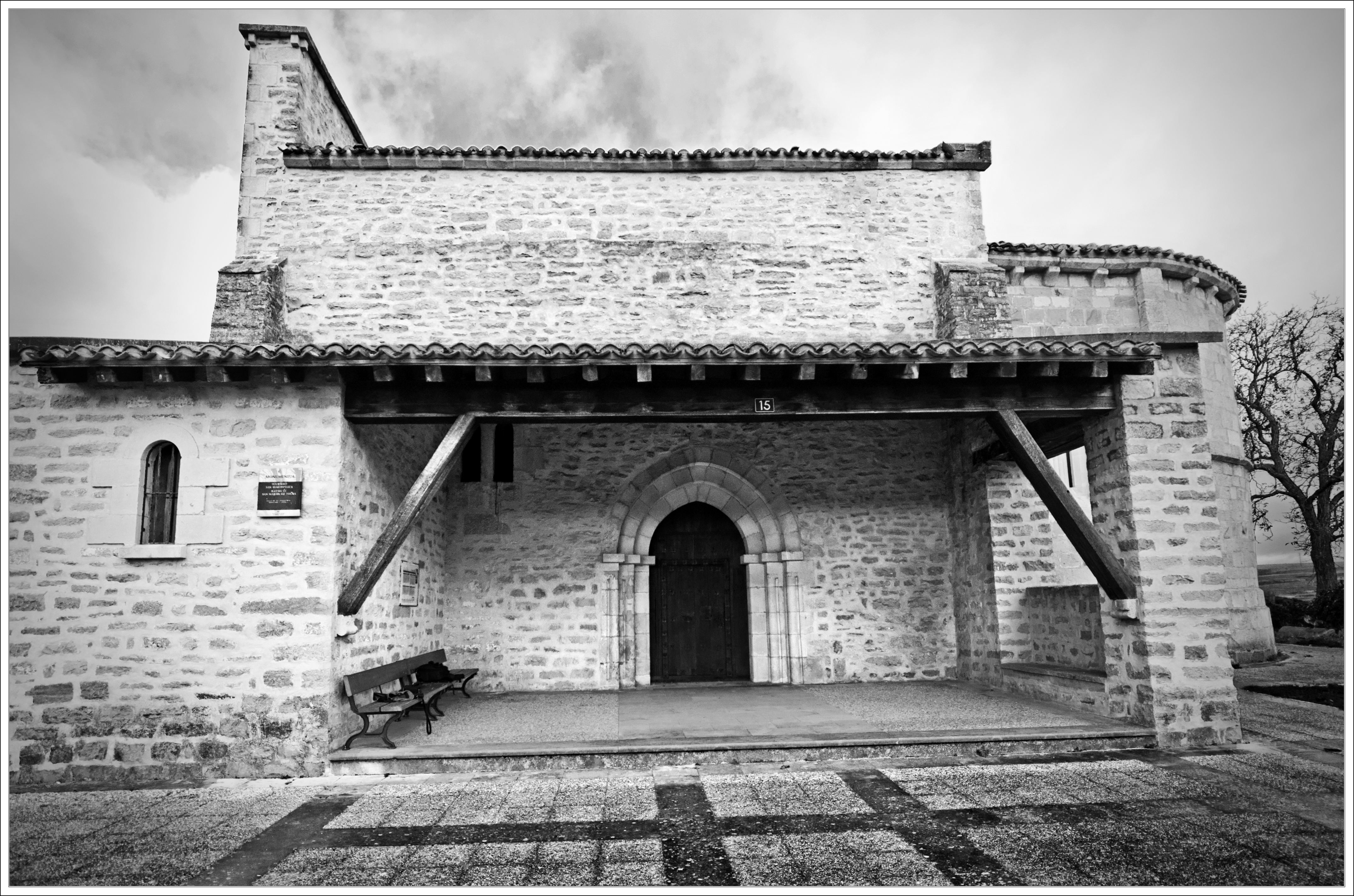
Vista de la iglesia de San Martín de Tours

Iglesia de San Martín de Tours. El templo, del siglo XIII, presenta nave de planta rectangular cubierta con bóveda de cañón y ábside semicircular con bóveda de horno. Lo más destacado del interior de la iglesia son las extraordinarias pinturas murales que decoran sus paredes, halladas el 7 de septiembre de 1967. De estilo gótico lineal, datan de las primeras décadas del siglo XIV, aunque los motivos iconográficos son anteriores, de época románica. Se trata de pintura al temple ejecutada al fresco. Estas pinturas tenían un carácter pedagógico y mostraban a la gente, en su mayoría analfabeta, escenas del Antiguo y Nuevo Testamento (como la Trinidad, la Pasión y Resurrección, etc.) y figuras de santos y vírgenes.